# Хмелева (Котельницький район)
Хме́лева (рос. Хмелевая) — присілок у складі Котельницького району Кіровської області, Росія. Входить до складу Юбілейного сільського поселення.
Населення становить 17 осіб (2010, 21 у 2002).
Національний склад станом на 2002 рік — росіяни 100 %.